# برهمنبریا-۵
برهمنبریا-۵ (به لاتین: Brahmanbaria-5) یک منطقهٔ مسکونی در بنگلادش است که در ناحیه برهمن‌بریه واقع شده است.